# Viacheslav Dinerchtein

Viacheslav Dinerchtein es un músico suizo de origen bielorruso.
Defiende la viola como un instrumento separado de la orquesta. Ha realizado recitales y conciertos de cámara en las salas y festivales más importantes de México, Estados Unidos, Canadá, América del Sur y Europa, incluidas las salas Carnegie Hall (NY), Kennedy Center (Washington), y el Palacio de Bellas Artes (México), entre muchas otras. Ha sido artista huésped de una diversidad de eventos musicales, festivales y congresos internacionales de viola. Ha sido protagonista de programas de radio y televisión. 
Dedicatario de varias obras para viola, Dinerchtein es presidente de la Sociedad Suiza de la Viola.
Estudió con su padre Boris Dinerchtein, Joseph de Pasquale y Roland Vamos.
Posee el grado de maestría de Peabody Conservatory (Baltimore, USA), y un
doctorado en artes musicales del Northwestern University (Chicago/Evanston, USA)
- Datos: Q507263